# Tom Kibble
Tom Kibble (23. prosince 1932 – 2. června 2016) byl britský teoretický fyzik, emeritní profesor na Imperial College London. Zabýval se především výzkumem v oblasti kvantové teorie pole a souvislostmi mezi částicovou fyzikou a kosmologií. Nejvíce je znám díky teoretické předpovědi Higgsova mechanismu a výzkumu topologických defektů.

## Dětství a vzdělání
Narodil se v indickém Čennaí. Jeho dědeček pracoval v indické lékařské službě, babička byla spisovatelkou. Nejprve se vzdělával v Indii, následně i v Británii. V 50. letech nastoupil na Edinburskou univerzitu, kde v roce 1955 získal bakalářský, roku 1956 magisterský a nakonec roku 1958 i doktorský titul.

## Kariéra
V rámci svého výzkumu po dokončení univerzity pracoval v oblasti fyzikálních symetrií, zabýval se mechanismy jejich narušení (spontánní narušení symetrie, fázovými přechody a topologickými defekty (magnetické monopóly, kosmické struny a doménové stěny).
Nejvíce znám je však díky objevu mechanismu vytvářejícího hmotnost elementárních část, dnes známého převážně jako Higgsův mechanismus. Práce Toma Kibbleho, Geralda Guralnika a C. R. Hagena vyšla v roce 1964 jako poslední ze tří prací, jejich autoři objevili de facto to samé (Peter Higgs a François Englert s Robertem Broutem tuto skupinu předběhli), práce skupiny GHK byla však nejobsáhlejší a nejpropracovanější. Za tento objev získal Kibble roku 2010 Sakuraiovu cenu, časopis Physical Review Letters označil práci za jednu z nejdůležitějších ve své historii. Nobelovu cenu za fyziku však v roce 2013 získali pouze Higgs a Englert (Brout už byl po smrti). Peter Higgs vyjádřil zklamání nad skutečností, že nebyl zahrnut i Kibble.
Dalším jeho významným přínosem fyzice byly zejména pionýrské práce v oblasti topologických defektů a fázových přechodů v raném vesmíru. Běžně používaný mechanismus vzniku topologických defektů přes fázové přechody druhého řádu se nazývá Kibble-Zurek mechanismus. Napsal také knihu o kosmických strunách, která tuto problematiku vnesla do moderní kosmologie.
V roce 1966 napsal s Frankem Berkshirem učebnici klasické mechaniky. Rovněž byl šéfem výzkumných projektů v rámci programů kosmologie v laboratoři a topologické defekty v částicové fyzice, kondenzovaných stavech a kosmologii.

## Ocenění
Kromě Sakurai Prize získal i mnoho dalších ocenění například Diracovu medaili, Hughesovu medaili, Rutherfordovu medaili nebo Medaili Alberta Einsteina. Byl členem Královské společnosti, Americké fyzikální společnosti nebo Evropské fyzikální společnosti.
V roce 1988 získal za významné příspěvky fyzice Řád britského impéria v hodnosti komandéra a roku 2014 byl povýšen do rytířského stavu.

## Sociální odpovědnost vědců
Zabýval se také sociální odpovědností vědců. Byl znepokojen jaderným zbrojením. Později byl členem výboru vědců pro jaderné odzbrojení nebo členem společnosti pro společenskou odpovědnost vědců.